# Альта-Грасия
Альта-Грасия (исп. Alta Gracia) — город и муниципалитет в департаменте Санта-Мария провинции Кордова (Аргентина), административный центр департамента.

## История
В древности эти земли были населены индейцами, но во второй половине XVI века сюда прибыли испанцы и учредили свою энкомьенду. В начале XVII века владельцем этих земель стал Антонио Ньето де Эррера; будучи религиозным человеком, он переименовал населённый пункт в Альтаграсия (в честь одного из титулов Девы Марии), но в 1643 году передал всю свою собственность иезуитам.
После изгнания иезуитов в конце XVIII века их имущество было распродано с молотка, и одним из владельцев населённого пункта стал Сантьяго де Линьерс, ставший позже вице-королём Рио-де-ла-Платы. После Майской революции он был казнён за контрреволюционную деятельность, а его наследник, проживавший в Буэнос-Айрес, был не сильно заинтересован в маленьком владении в отдалённых от столицы страны местах. Поэтому в августе 1820 года эту землю приобрёл Хосе Мануэль Соларес, который велел после своей смерти основать на этих землях город Альта-Грасия.
В 1900 году здесь был образован муниципалитет.
В 1930—1947 годах в Альте-Грасии жил будущий революционер Эрнесто Гевара (Че Гевара, Эрнесто). Родители привезли его туда в двухлетнем возрасте, поскольку Эрнесто страдал астмой, а воздух в данной местности считается целебным. В настоящее время в городе действует музей Че.

## Знаменитые уроженцы
- Хавьер Вильярреаль (род. 1979) — футболист.
- Фабрисио Колоччини (род. 1982) — футболист.